# Écluse (voirie)
Pour les articles homonymes, voir Écluse (homonymie).

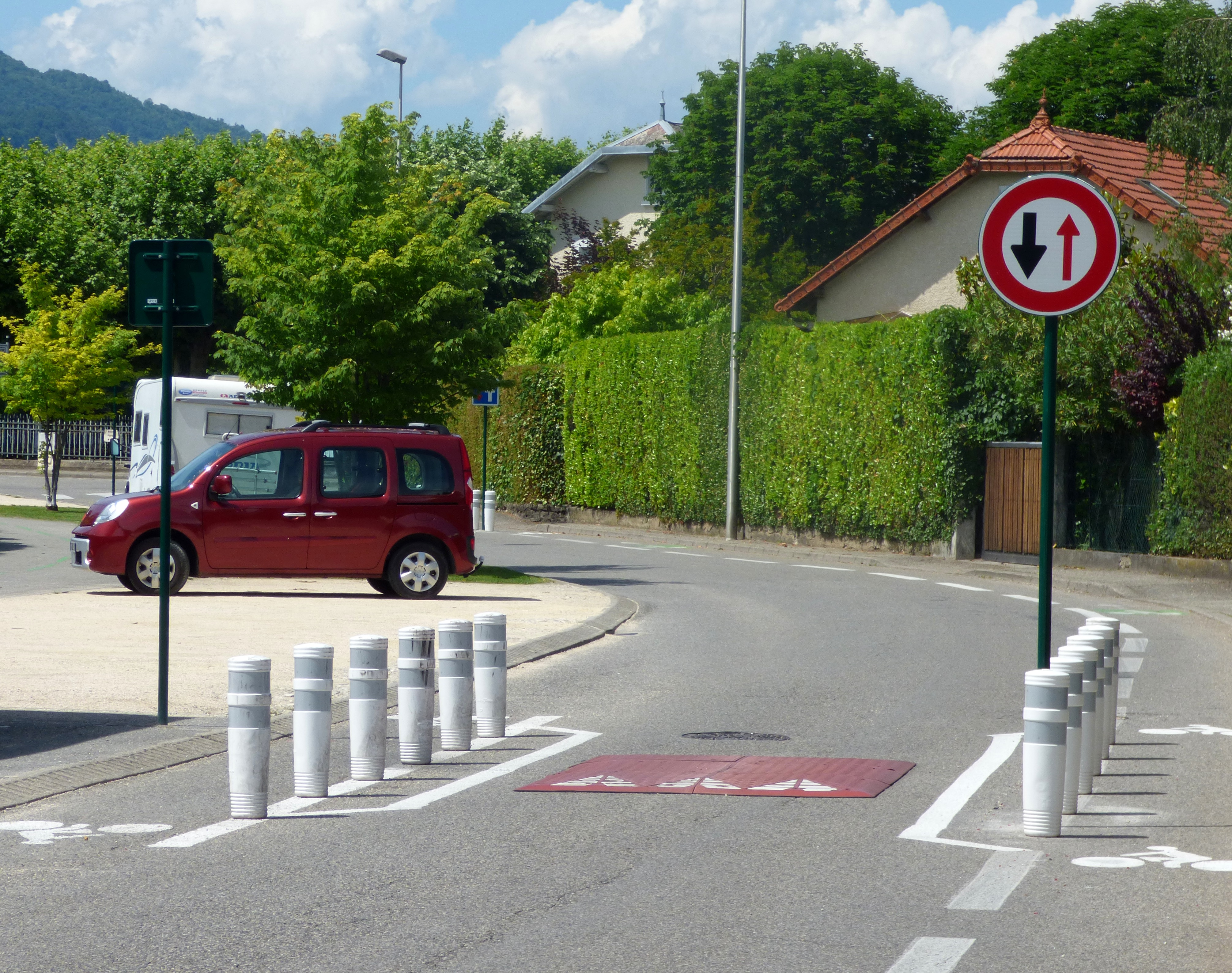
Une écluse symétrique avec coussin berlinois et piste latérale cyclable sur une route communale en France.

Une écluse, dans le domaine de la voirie, est un dispositif installé sur une voie de circulation produisant un rétrécissement de chaussée et imposant une circulation alternée. Elle se différencie d'une chicane.
Les écluses sont souvent utilisées au sein de quartiers résidentiels dans les villes, ou aux entrées de petites agglomérations, afin de réduire la vitesse des véhicules. En outre, elles permettent de matérialiser une zone à vitesse limitée, comme une zone 30. Toutefois, elles peuvent aussi se retrouver dans des lieux où le croisement de deux véhicules est contraint par un ouvrage réduisant la visibilité (falaise, bâtiments entre autres) et où un aménagement est donc impératif.

## Description
Ces aménagements, mis en place par les collectivités territoriales, ne sont finalement que des outils de diminution de la vitesse, ceci, dans l'objectif de sécuriser une voie. Qu'il s'agisse d'une question d'emprise de voirie réduite ou simplement d'une volonté de réduire la vitesse sur une portion donnée (zone 30 notamment), les écluses sont des dispositifs employés uniquement dans les agglomérations, par souci de sécurité.
Les écluses peuvent être agrémentées d'un ralentisseur, souvent d'un coussin berlinois.

### Types d'écluses
Il existe différents types d'écluses :
- écluse simple
  - dite symétrique ou centrale : deux rétrécissements de chaque côté de la voie, avec une voie de passage au centre ;
  - dite asymétrique ou latérale : un rétrécissement sur un côté de la voie, affectant un sens de circulation ;

- écluse double
  - asymétrique, formant finalement une chicane.

Des pistes latérales pour les vélos peuvent être créées sur le bord droit du rétrécissement, constituant des « by-pass vélo ».

### Impacts sur le trafic et constats
En l’absence d'un trafic relativement continu, l'efficacité des aménagements est réduite. Les écluses asymétriques simples ne concernent finalement qu'un seul sens de circulation. Les écluses doubles peuvent s'avérer problématiques en présence d'engins, convois agricoles, exceptionnels, ou si le trafic est trop important (problème de covisibilité et d'écoulement du flux de véhicules entre les aménagements).
Lorsque les vitesses d'approche sont trop élevées ou que la voie en question est très fréquentée, l'installation de tels aménagements est déconseillée car potentiellement dangereuse et contraire au bon écoulement de la circulation.
Les écluses ne sont pas régies par des textes spécifiques (décret par exemple), même s'il est évident qu'elles doivent respecter les règles élémentaires de voirie (code de la route, accessibilité, etc.).

### Signalisation
Si elle peut s'avérer inutile dans les zones 30 ou de rencontre, la signalisation des écluses est généralement nécessaire, par souci de lisibilité et donc de sécurité. Les signaux de position de type C18 et B15 sont disposés à proximité immédiate des rétrécissements voire sur l'îlot. Ils peuvent être complétés par le panneau de contournement obligatoire et/ou des balises. Les panneaux de limitation de la vitesse et de rétrécissement de la chaussée sont également conseillés à l'avant de l'aménagement.